# Lady Eva
Lady Eva (The Lady Eve) è un film del 1941 scritto e diretto da Preston Sturges.

## Trama

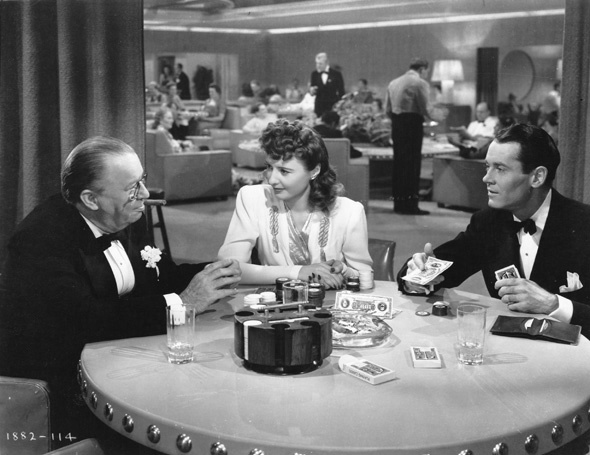
Charles Coburn, Barbara Stanwyck ed Henry Fonda in una scena

La fascinosa Jean Harrington è una truffatrice di professione che insieme a suo padre, il sedicente "colonnello" Harrington, imbroglia e raggira gli uomini in crociera sui transatlantici soprattutto barando al poker. A bordo incontra Charles Pike, un giovane bello quanto imbranato di ritorno dall'Amazzonia figlio di un magnate della birra. Quando si rende conto di essersi realmente innamorata di lui decide di raccontargli la verità ma purtroppo è già stata scoperta. Pur di non perderlo lo segue fino a casa dove si presenta come Lady Eva riuscendo nuovamente a sedurlo. Una volta sposati gli rivelerà la verità e saprà finalmente farsi perdonare.

## Riprese
Il film è stato in parte girato nello storico Los Angeles County Arboretum and Botanic Garden, al 301 N. Baldwin Avenue di Arcadia, nella contea di Los Angeles.

## Distribuzione
Il film, uscito in USA il 25 febbraio 1941 (a New York), venne quindi distribuito nelle sale statunitensi dal 21 marzo.
Le uscite internazionali slittarono considerevolmente a causa della seconda guerra mondiale in pieno svolgimento, e furono nell'ordine:
- Svezia: Kvinnan Eva, 20 ottobre 1941
- Finlandia: Nainen Eeva, 21 dicembre 1941
- Spagna: Las tres noches de Eva, 17 gennaio 1944
- Italia: 25 ottobre 1945
- Hong Kong: 25 aprile 1946
- Francia: 10 dicembre 1946
- Danimarca: En moderne Eva, 15 maggio 1947
- Germania Ovest: Die Falschspielerin, 6 settembre 1949
- Austria: Die Falschspielerin, 16 settembre 1949

Riedito nei primi anni 80 uscì quindi in altre occasioni:
- Finlandia: 5 giugno 1981
- Giappone: 16 aprile 1994

## Critica
- "(...) Sturges, almeno a partire da Lady Eva (1941), prepara la strada a un nuovo, inedito, tipo di donna hollywoodiana: cinica, dura, calcolatrice, questa sarà la versione in chiave di commedia della dark lady, protagonista indiscussa dell'imminente esplosione del noir" (F. La Polla[1])
- "Un capolavoro della commedia hollywoodiana anni quaranta, uno dei più spiritosi film di Sturges, emulo di Ernst Lubitsch nel trasformare una storia romantica in farsa, salvandone il romanticismo" (M. Morandini[2])

## Riconoscimenti
- Candidatura ai premi Oscar 1942 per il miglior soggetto.
- Nel 1941 il National Board of Review of Motion Pictures l'ha inserito nella lista dei migliori dieci film dell'anno.
- Nel 1994 è stato scelto per la conservazione nel National Film Registry della Biblioteca del Congresso degli Stati Uniti.[3]
- Nel 2000 l'American Film Institute l'ha inserito al 55º posto della classifica delle cento migliori commedie americane di tutti i tempi. Nel 2002 l'ha inserito al 26º posto della classifica dei cento migliori film sentimentali.

## Remake
La pellicola venne reinterpretata nel 1956 come Le tre notti di Eva (The Birds and the Bees) per la regia di Norman Taurog con David Niven e Mitzi Gaynor.